# Bandeira de Malta

Bandeira variante de Malta

A bandeira de Malta (maltês: Bandiera ta 'Malta) é bicolor, dividida com a cor branca próximo a haste e o vermelho na outra ponta. E inclui uma representação da Cruz Jorge, concedida a Malta por Jorge VI em 1942.

## Cores
O matiz vermelho na bandeira maltesa é oficialmente documentado como Pantone 186 C, RGB (207,20,43), Hex # CF142B ou cor especial - 50% vermelho rubino • 50% vermelho quente.
A tradição afirma que as cores da bandeira foram dadas a Malta por Rogério I da Sicília em 1090. A frota de Rogério desembarcou em Malta na conclusão da conquista normanda da Sicília. Diz-se que os cristãos locais se ofereceram para lutar ao lado de Rogério contra os defensores árabes. Para reconhecer os locais lutando ao seu lado dos defensores, Rogério teria arrancado parte de sua bandeira quadriculada vermelha e branca. Essa história, no entanto, foi desmascarada como um mito do século XIX, possivelmente ainda antes devido a Mdina, a antiga capital de Malta, associar suas cores com as de Rogério no final da Idade Média. 
A bandeira dos Cavaleiros de Malta, uma cruz branca em um campo vermelho, foi a fonte mais provável das cores maltesas, inspirando o escudo vermelho e branco usado durante o período colonial britânico.

## The George Cross

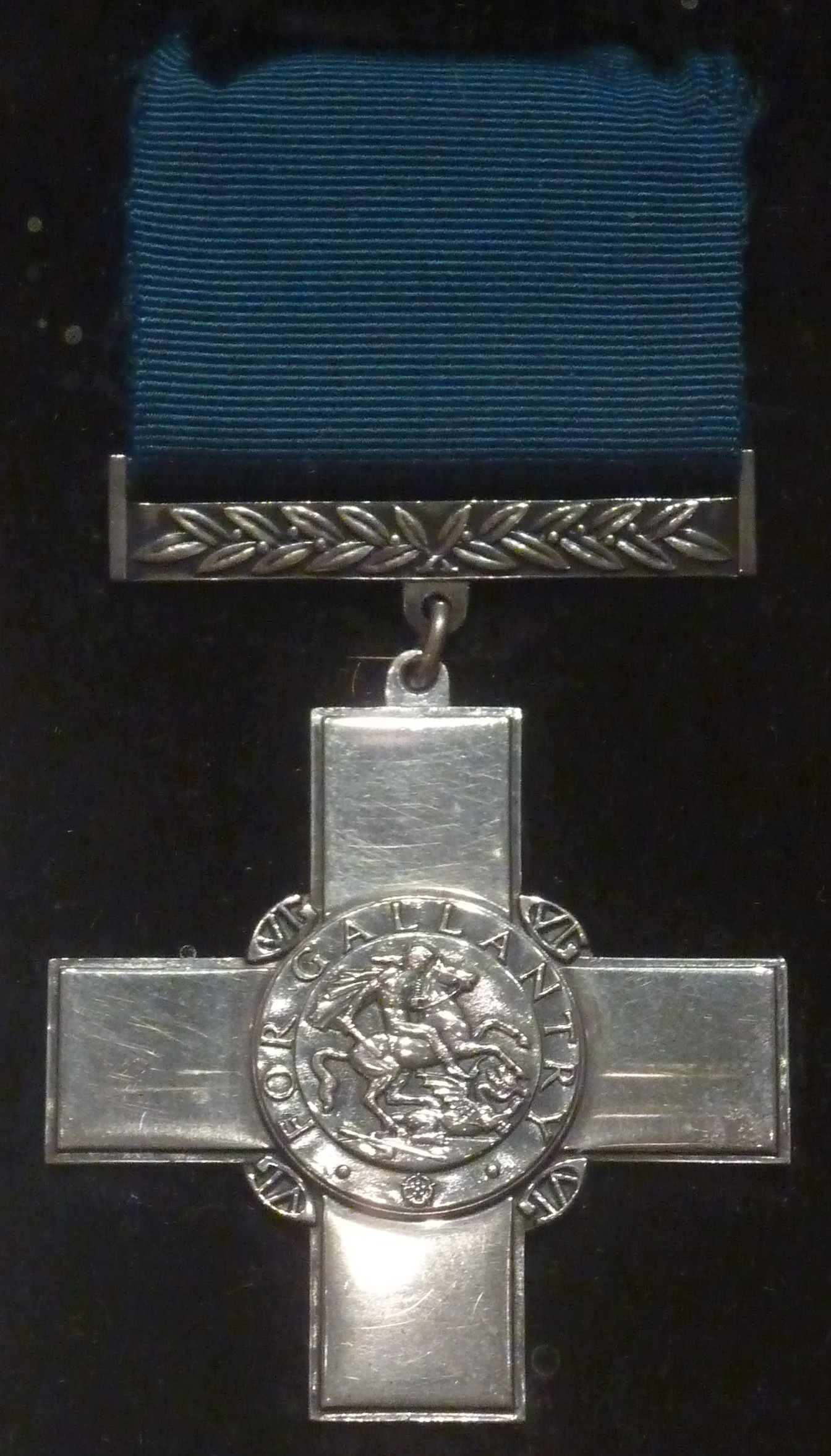
Cruz Jorge (Museu Nacional da Guerra, Malta)

A George Cross apareceu originalmente na bandeira colocada em um quadrado azul (ver Lista de bandeiras de Malta). A bandeira foi mudada em 21 de setembro de 1964 com a independência de Malta, quando o quadrado azul foi substituído por uma fimbriação vermelha, com a intenção de que a cruz parecesse menos proeminente.

## Bandeiras históricas de Malta
- Século 19, Colônia da Coroa de Malta
- 1875-1898, Colônia da Coroa de Malta
- 1898–1923, Colônia da Coroa de Malta
- 1923–1943, Colônia da Coroa de Malta
- 1943–1964, Colônia da Coroa de Malta
- 1943–1964, bandeira não oficial de Malta[3]